# Orita M1941
Die Orita M1941 war eine rumänische Maschinenpistole, die während des Zweiten Weltkrieges und in der Nachkriegszeit hergestellt wurde. Die Waffe wurde vom tschechoslowakischen Ingenieur Leopold Jašek entwickelt. Insgesamt wurden 4000 Stück der Maschinenpistole produziert.

## Geschichte
Die rumänischen Streitkräfte waren vor dem Zweiten Weltkrieg hauptsächlich mit ausländischen Waffen ausgestattet. Ungefähr ab 1930 wurden tschechoslowakische vz.-24-Repetiergewehre und Maschinengewehre des Typs ZB vz. 30 unter Lizenz in einer Waffenfabrik in Cugir hergestellt. In den frühen 1940er-Jahren begann dort die Produktion der Orita-Maschinenpistole. Obwohl die Waffe in Serie hergestellt wurde, bestand während des Krieges weiterhin ein enormer Bedarf an Maschinenpistolen. Deshalb wurden nach wie vor ausländische Maschinenpistolen beschafft, zum Beispiel die Schmeisser MP 41, die ZK-383 und die Beretta M1938. Die Orita-Maschinenpistolen waren teuer in der Herstellung, sollen sich aber im Kampf bewährt haben.

## Konstruktion
Die Orita M1941 ist ein zuschießender Rückstoßlader mit Masseverschluss im Kaliber 9 × 19 mm bzw. 9 mm Glisenti. Die Magazine sind zweireihige Stangenmagazine mit einreihiger Zuführung (englisch: double-stack, single feed) mit 25 oder 32 Schuss Kapazität. Der Verschluss ist zweiteilig und der Schlagbolzen beweglich;er wird erst bei vollständig geschlossenem Verschluss durch eine Hebelmechanik ausgelöst. Dieser Sicherheitsmechanismus soll das Zünden von Patronen verhindern, wenn der Verschluss nicht geschlossen ist und das Schießen somit nicht sicher für den Schützen wäre. Die Mündungsgeschwindigkeit beträgt 390 Meter pro Sekunde, die maximale Einsatzschussweite 200 Meter. Der Spannschieber befindet sich links und verbleibt während des Feuerns in vorderer Stellung.

## Varianten
- M1941: mit hölzernem Vollschaft, von 100 Meter bis 500 Meter einstellbarem Schiebevisier, beiklappbarem Spannhebel vorn am Spannschieber, Feuerwahlhebel und manueller Schiebestiftsicherung vor dem Abzugsbügel.
- M1948: vereinfachte Konstruktion ohne Feuerwahlmöglichkeit (ausschließlich Dauerfeuer), Klappkimme für 100 und 200 m Entfernung, feststehender, nach oben ragender Spannhebel hinten am Spannschieber und Griffsicherung hinter dem Abzugsbügel. Teilschäftung bestehend aus hölzernem Kolben und zweiteiligem hölzernem Vorderschaft. Am Übergang zum Kolben geändertes Verschlussgehäuse.

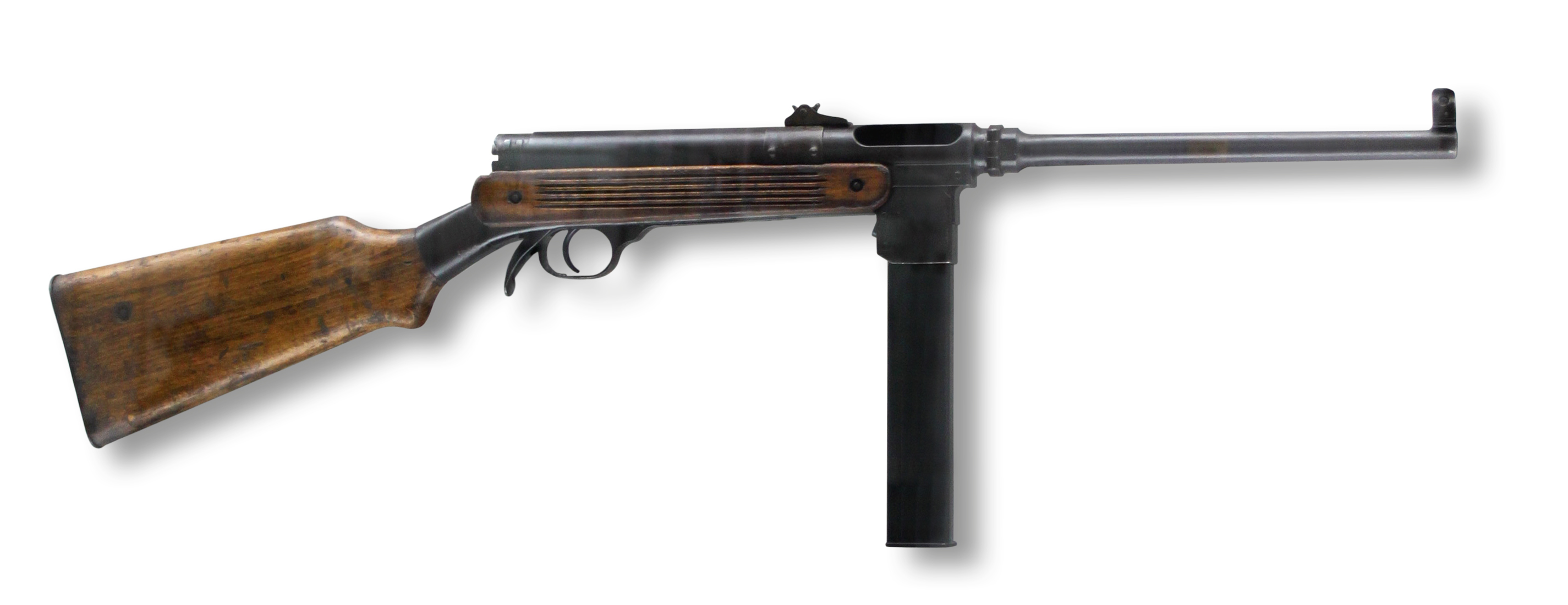
M1941/48, Verschlusskappe und Verschluss fehlend

- M1941/Modifikat48: auf den Stand des Modells 1948 umgerüstete M1941. Die Öffnung auf der rechten Seite des Verschlussgehäuses, wo sich zuvor der Feuerwahlhebel befand, wurde mit einem vernieteten Stahlblech verschlossen.

Es soll auch weitere Modelle mit Pistolengriff und einer einklappbaren Schulterstütze aus Metall gegeben haben.